# Buurtspoorweg 315 (NMVB)
Buurtspoorweg 315 (NMVB) was de tramlijn Sint-Truiden - Overhespen - Tienen en de aftakking Overhespen - Ezemaal - Jodoigne. Ze werd geopend in de jaren 1907 en 1908 en gesloten in de jaren 1953 en 1954 voor het reizigersverkeer en in 1962 voor het goederenverkeer.

## Inoverwegingneming, vergunning, aanleg en verpachting
De NMVB vroeg de inoverwegingneming aan op 6 april 1901 en verkreeg ze op 28 juni van hetzelfde jaar. De vergunning werd aangevraagd op 18 oktober 1902 en verleend bij Koninklijk Besluit van 20 november 1903. Het kapitaal (nr. 129) was als volgt samengesteld: 1.180.000 fr van de Staat, 74.000 fr van de provincie Limburg, 123.000 fr van de provincie Luik, 442.000 fr. van de provincie Brabant en 541.000 fr van de gemeenten. De exploitatie werd bij openbare aanbesteding toegekend aan de S.A. de Transports urbains et vicinaux. De lijn Sint-Truiden - Tienen werd geopend op 29 juni 1907, het baanvak Ezemaal - Jodoigne op 4 april 1908 en het baanvak Overhespen - Ezemaal op 15 oktober 1908.

## Verloop van de lijn, stations en stopplaatsen
De lijn vertrok uit de stelplaats gelegen ten zuidwesten van het spoorwegstation van Sint-Truiden, naast de Tiensesteenweg, op de plaats die in de volksmond 'de oude statie' genoemd werd omdat daar van 1839 tot 1883 het eerste spoorwegstation van Sint-Truiden had gestaan. De trams voor reizigers vertrokken evenwel op het Stationsplein, waar reeds tramsporen lagen voor de in 1892 geopende buurtspoorlijn Sint-Truiden - Oreye. Vanuit de stelplaats dwarste de lijn de Tiensesteenweg en volgde die eerst aan de zuidzijde. Vlak vóór de overweg over de spoorlijnen Sint-Truiden - Landen en Sint-Truiden - Drieslinter was er een aansluiting naar de metaalfabriek Brialmont, en juist voorbij die overweg waren er, steeds aan de zuidzijde van de Tiensesteenweg, enkele opstelsporen voor het lossen van suikerbieten voor de suikerfabriek van Sint-Truiden, die daar aan de noordkant van de Tiensesteenweg lag. De suikerbieten konden rechtstreeks gelost worden in de spoelgeulen die onder de steenweg door naar de suikerfabriek liepen. Voorbij de suikerfabriek dwarste de tramlijn opnieuw de Tiensesteenweg en vanaf daar liep ze in de berm aan de noordzijde naast de Tiensesteenweg die ze bleef volgen tot juist voorbij Hakendover. Daar zwenkte ze noordwaarts af in eigen bedding door het veld, onder een brug onder spoorlijn 22 Tienen - Diest door, en boog vervolgens westwaarts af over het grondgebied van Grimde naar de Tiense suikerfabriek in de wijk Aendoren. Ze kruiste de Gete over een eigen brug en volgde de ringlaan en de vesten aan de noordkant rondom Tienen, via de Glabbeekse poort waar de buurtspoorlijn uit Aarschot aantakte. Ter hoogte van het kruispunt van de Withuisstraat en de Leuvenselaan was er een splitsing: één spoor liep zuidwaarts naar het stationsplein van Tienen waar de reizigerstrams hun eindpunt hadden, en één spoor volgde de Leuvenselaan aan de zuidzijde verder westwaarts en draaide dan in een boog zuidwaarts onder de spoorlijn Tienen - Leuven door naar het NMVB-station en de NMVB-stelplaats van Tienen die aan de achterzijde van het spoorwegstation lagen.
In Overhespen was er een tramstation en een ruim emplacement met een tiental sporen. Daar takte de lijn naar Ezemaal en Jodoigne af. Die lijn dwarste de steenweg en liep zuidwaarts langs de baan naar het dorp Overhespen en verder zuidwestwaarts via Wange en Eliksem naar Ezemaal. De lijn lag grotendeels in de bestrating, aan de zuidoostzijde van wat nu de 'Walsbergenstraat', de 'Geldenakenstraat' en de 'Grote steenweg' heet. In Eliksem liep ze een stukje over eigen bedding juist ten zuiden van de kerk, dan weer langs de 'Grote steenweg' en door wat nu de 'Tramstraat' heet, en verder in eigen bedding door het veld tot aan de spoorlijn Brussel - Luik. De lijn liep een stukje parallel met die spoorlijn in zuidoostelijke richting. In Ezemaal was een tramstation en een stelplaats, en er was ook een laadspoor in het spoorwegstation van Ezemaal waar goederen van en naar de grote spoorweg konden worden overgeladen. Vanaf het tramstation boog de lijn in eigen bedding over een verhoogde berm in zuidelijke richting, onder de brug onder de spoorweg door en verder zuid- en zuidwestwaarts via de dorpen Neerheylissem, Opheylissem, Noduwez, Piétrain en Saint-Jean-Geest naar Jodoigne. De lijn volgde grosso modo de grote baan die deze dorpen met elkaar verbindt, maar grotendeels over eigen bedding, op enige afstand aan de noordwestzijde van deze baan. Vanaf Piétrain maakte ze een grote bocht noordwaarts om Saint-Jean-Geest aan te doen en vervolgens zuidwaarts naar het station van Jodoigne.
Het baanvak Sint-Truiden - Tienen was ca. 21 km lang, met de volgende stations en stopplaatsen [Telegrafische afkortingen tussen vierkante haakjes]:
- Sint-Truiden (Staatsstatie) [FST]
- Sint-Truiden (Tiense voorstad of Stayen)
- Sint-Truiden (Berg-op-Zoom)
- Wilderen
- Halle-Booienhoven (Statie) [MOY]
- Halle-Booienhoven (Dorp)
- Dormaal (Statie)
- Orsmaal (Dorp)
- Orsmaal-Gussenhoven (Statie) [MON ?]
- Overhespen (Statie) [MON ?]
- Wommersom (De Heck)
- Hakendover (Statie)
- Hakendover Steenweg
- Tienen (Aendoren)
- Tienen (Oplinterse poort)
- Tienen (Glabbeekse poort)
- Tienen (Staatsstatie) [FTL]

Het baanvak Overhespen - Ezemaal - Jodoigne was ca. 18 km lang, met de volgende stations en stopplaatsen:
- Overhespen (Statie) [MON ?]
- Overhespen (Dorp)
- Overhespen (Kasteel)
- Wange (Statie)
- Eliksem (Statie)
- Ezemaal (Dorp)
- Ezemaal (Stelplaats) [FSE]
- Ezemaal (Brug)
- Neerheylissem (Sainte-Anne)
- Neerheylissem (Station) [MYS]
- Beekborne
- Opheylissem (Station)
- Noduwez (Station)
- Piétremeau
- Piétrain (Station) [GPA]
- Piétrain (Village)
- Saint-Jean-Geest (Station) [FSJ]
- Jodoigne (Station de l'Étât) [FJD]

In alle 'Staties' of 'Stations' was een uitwijkspoor en meestal ook een of meer laadsporen, voornamelijk voor het laden van suikerbieten en het lossen van pulp.
Het rollend materieel voor deze lijnen werd hoofdzakelijk ingezet vanuit de stelplaats te Ezemaal. Kort na de Tweede Wereldoorlog werd deze stelplaats echter verlaten en tijdens de laatste jaren van de exploitatie gebeurde de inzet vanuit Tienen.

## Eerste Wereldoorlog
Tijdens de Eerste Wereldoorlog werden veel buurtspoorlijnen opgebroken door de Duitse bezetter, maar de lijnen Sint-Truiden - Tienen en Overhespen - Jodoigne ontsnapten daaraan. Deze lijnen maakten deel uit van het hoofdnetwerk van buurtspoorwegen waarop tijdens de oorlog reizigersverkeer over lange afstand werd georganiseerd. Er reden toen dagelijks twee of drie rechtstreekse stoomtrams van Brussel (Daillyplein) via Tienen of Jodoigne en Sint-Truiden naar Ans bij Luik en terug, die de totale afstand in vier à vijf uur aflegden.

## Interbellum
In 1919 werd de exploitatie van de lijn overgenomen door de NMVB. In de tijd tussen de twee wereldoorlogen werd de concurrentie van het wegvervoer steeds groter. De NMVB trachtte die concurrentie het hoofd te bieden hetzij door spoorauto's (autorails met dieselmotor) in te zetten in plaats van stoomtrams, hetzij door reizigersvervoer per autobus te organiseren. Op de lijnen Sint-Truiden - Tienen en Overhespen - Jodoigne werden autorails ingezet.

## Afbouw na de Tweede Wereldoorlog - Tijdelijk behoud van de infrastructuur voor het suikerbietenvervoer
Na de Tweede Wereldoorlog werden veel buurtspoorlijnen stilaan afgebouwd en werden de trams voor reizigers vervangen door autobusdiensten. Op het baanvak Overhespen - Jodoigne werd het reizigersvervoer stilgelegd op 30 juni 1953, op de lijn Sint-Truiden - Tienen op 2 oktober 1954. De infrastructuur werd daarna echter nog een aantal jaren in stand gehouden voor het goederenvervoer, voornamelijk voor het vervoer van suikerbieten en pulp. 
- Het baanvak Sint-Truiden - Halle Booienhoven bleef in dienst voor goederenvervoer tot 19 april 1957; het werd in de loop van 1959 opgebroken.
- Het baanvak Noduwez - Jodoigne bleef in dienst voor goederenvervoer tot 1 juni 1960; het werd in de loop van 1962-63 opgebroken.
- De baanvakken Halle-Booienhoven - Tienen en Overhespen - Ezemaal - Noduwez bleven in dienst voor goederenvervoer tot 2 mei 1962 en werden vanaf 1964 opgebroken.

Na het stilleggen van het reizigersverkeer kwamen aldus de buurtspoorlijnen rondom Tienen elk jaar in de herfst, bij de aanvang van de bietencampagne, weer tot leven. Enkele ART's (ART = 'autorail tracteur', dieselmotorwagens of autorails - AR - die met een krachtiger motor tot tractievoertuigen waren omgebouwd) brachten vanuit de stelplaats Tienen open goederenwagons naar alle stations langs de lijnen, waar ze door de landbouwers met suikerbieten werden beladen. De geladen goederentreinen werden naar de suikerfabriek van Tienen gevoerd, en vervolgens kwam de suikerbietenpulp terug naar de lokale landbouwbedrijven, tot ten slotte de lege wagons weer werden verzameld in Tienen. Vanaf januari dommelden de oude tramlijnen dan weer in tot de volgende herfst. In 1962 was de spoorinfrastructuur echter zodanig versleten, dat er noodgedwongen een einde moest worden gesteld aan deze 'seizoensarbeid' van de buurtspoorwegen rond Tienen.

## Dienstregeling
Vóór de Eerste Wereldoorlog waren er dagelijks vijf à zes ritten heen en terug over het hele traject, plus enkele ritten die een deeltraject aflegden en supplementaire ritten op marktdagen. Tussen de twee wereldoorlogen werden autorails ingezet, al bleven er op marktdagen ook enkele langere stoomtrams rijden. Na de Tweede Wereldoorlog werd de dienstregeling uitgebreid tot twaalf ritten per dag, op zon- en feestdagen zelfs veertien ritten. Zie hieronder als illustratie enkele dienstregelingstabellen.

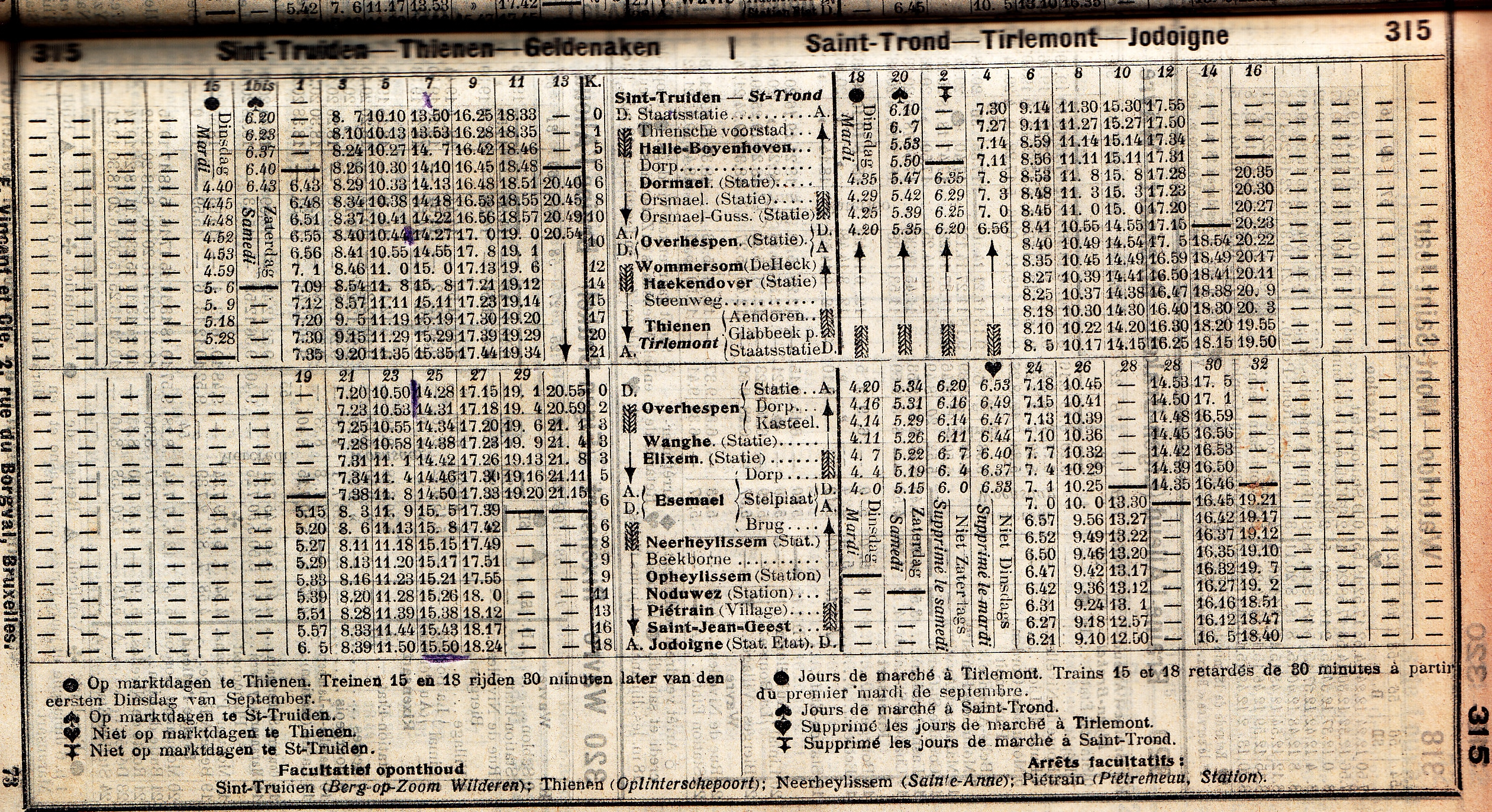
Dienstregelingtabel 315 mei-juni 1914
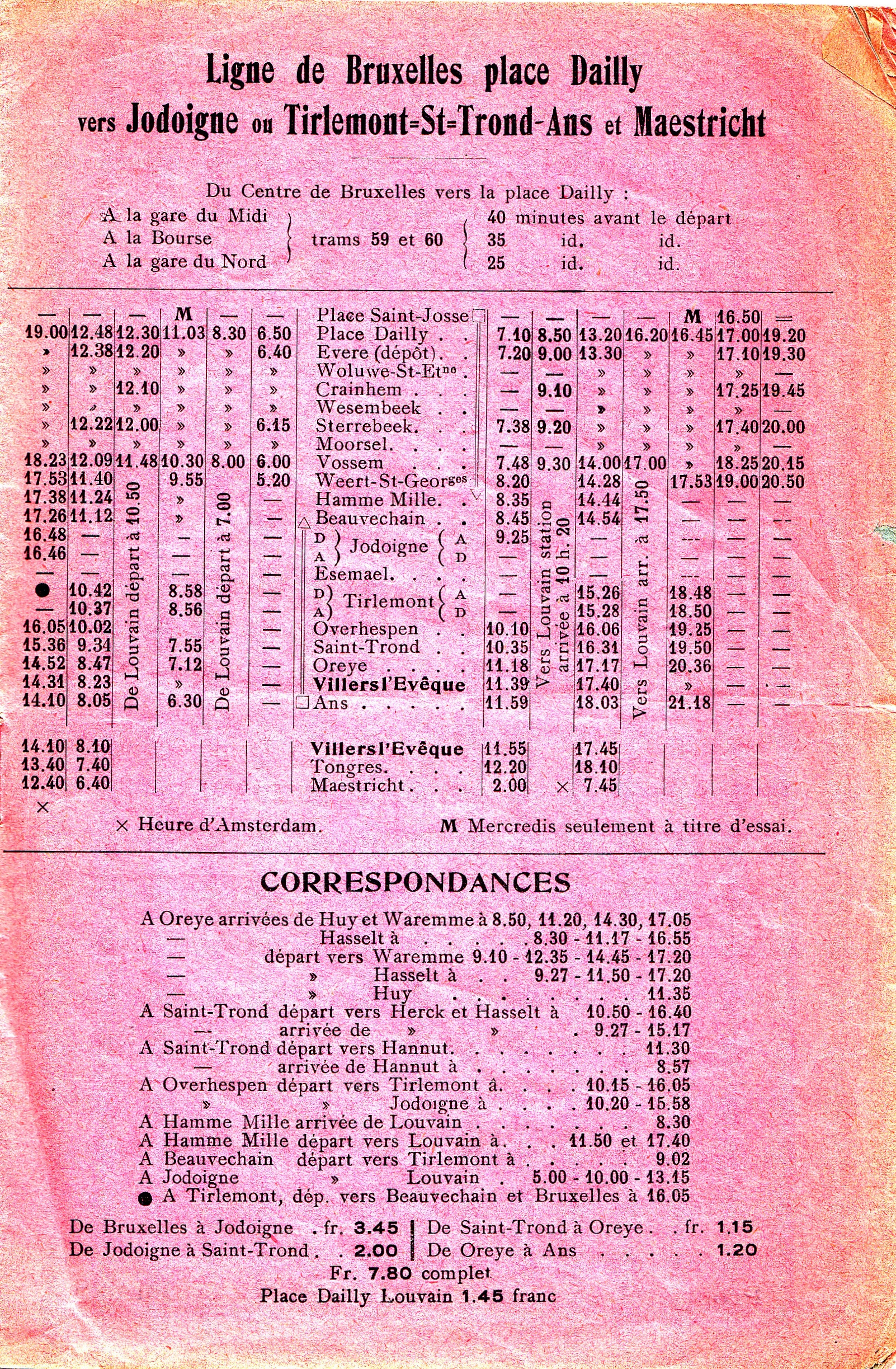
Sneltrams tijdens W.O. I 1 juli 1915
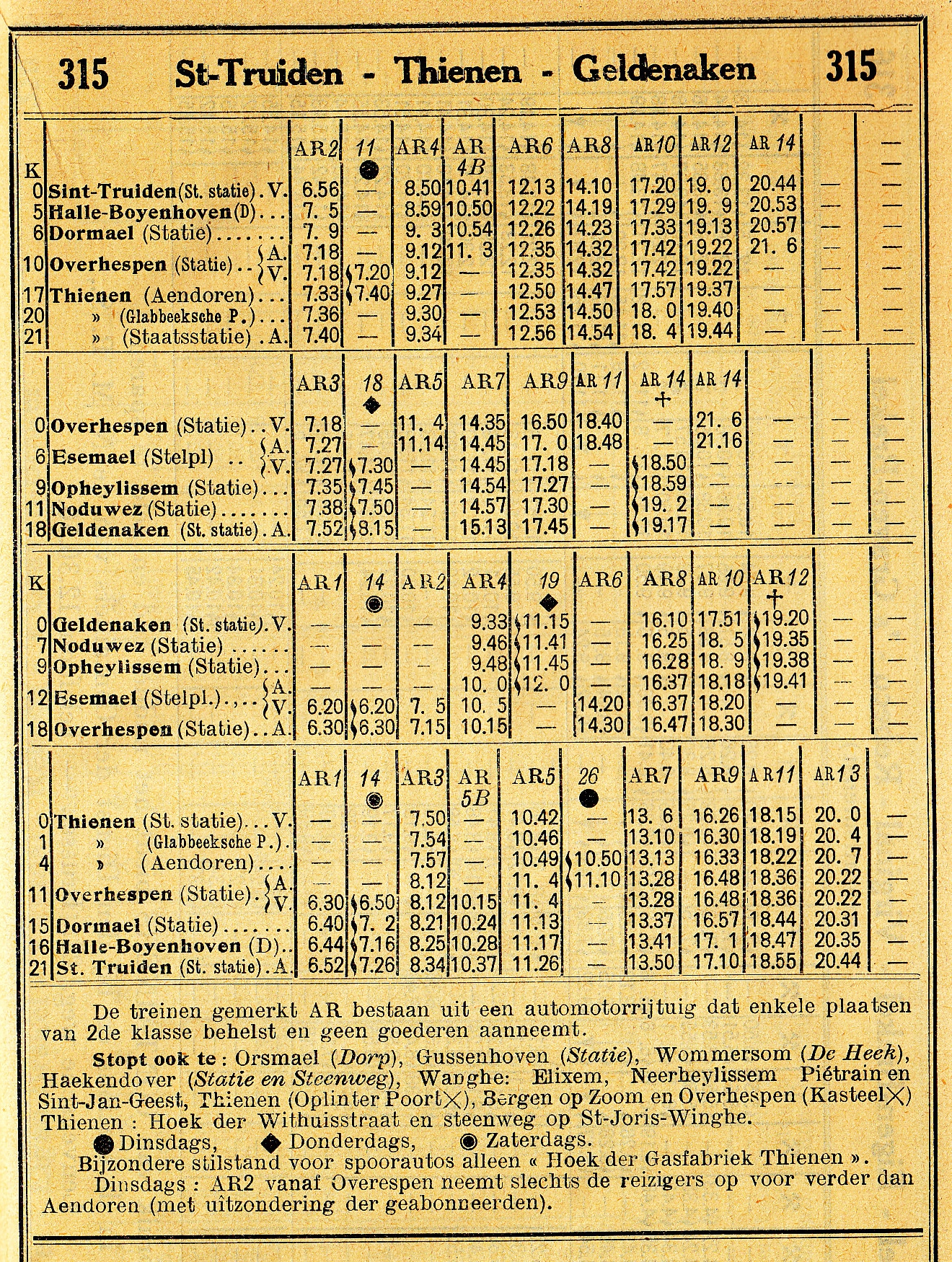
Dienstregelingtabel 315 22 mei - 2 oktober 1937
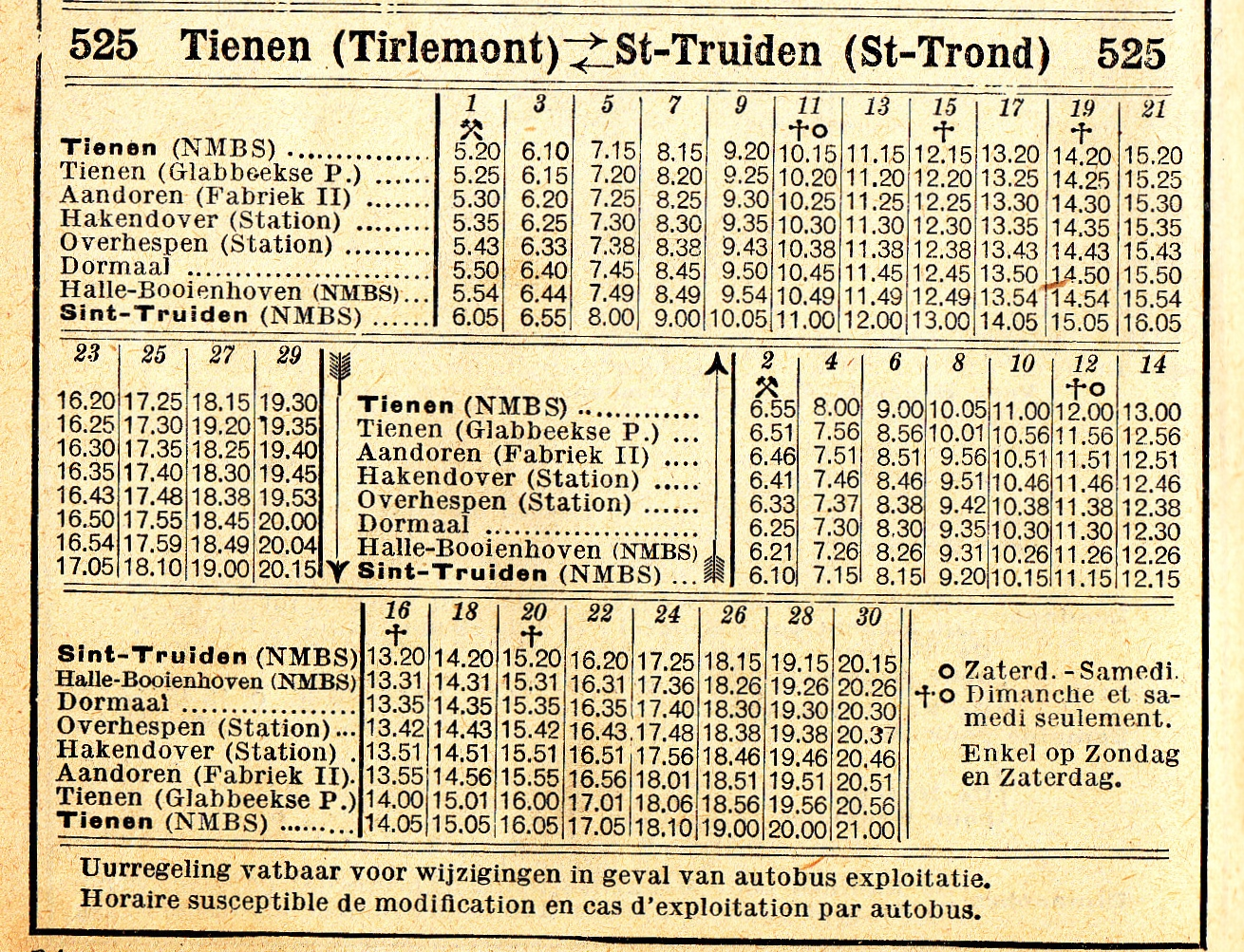
Dienstregelingtabel 525 23 mei - 2 oktober 1954

## Overblijfselen in het landschap
- De stationsgebouwen van Overhespen, Ezemaal en Tienen bestaan nog, evenals de loodsen van de stelplaats Tienen.
- Betonnen boogbrug over de Gete in Tienen tussen de Bergévest en de Molenstraat (beschermd erfgoed). Deze brug werd gebouwd in 1941 . Vermoedelijk werd toen het tracé van de lijn op die plaats gewijzigd; oorspronkelijk liep de tramlijn gewoon over de Aandorenstraat tot aan de vesten van Tienen.